# Нерознак, Всеволод Владимирович
Все́волод Влади́мирович Нерозна́к (12 февраля 1972, Москва) — российский журналист, теле- и радиоведущий. Бывший генеральный директор радиостанции «Русская служба новостей».
Сын Владимира Петровича Нерознака, директора Центра языков и культуры северной Евразии Московского государственного лингвистического университета.

## Биография
Окончил отделение политологии Московского государственного лингвистического университета (МГЛУ). До 1995 года, будучи студентом, работал ведущим информационных выпусков на «Радио 101».
С 1995 по 2004 год — редактор «Русского Радио», «Русской службы новостей». С октября 2004 года некоторое время работал на канале «Доброе утро, Россия!».
С 2005 по 2007 год — ведущий утренних и ночных выпусков «Новостей» на «Первом канале».
С апреля 2007 года по сентябрь 2008 года — заместитель генерального директора и главный редактор «Русской службы новостей». В сентябре 2008 года назначен генеральным директором радиостанции «Русская служба новостей».
Позже — ведущий выпусков новостей радиостанции «Вести FM» и Национальной службы новостей (новостная служба радиостанции «Наше радио»)[уточнить]. С 2022 года — ведущий новостей на канале ОТР.